# Paul Lewis (pianista)
Paul Lewis (n. 20 de mayo de 1972) es un pianista inglés de música clásica. Su familia de clase trabajadora no tiene ningún antecedente musical.

## Inicios
Lewis empezó por tocar el violonchelo, el único instrumento para el qué su escuela le podría ofrecer apoyo. A la edad de 14 años es aceptado por la Escuela de Música Chetham en Mánchester, donde comienzan sus estudios de piano. Sus profesores incluyen a Ryszard Bakst (en Chetham), Joan Havill (en Guildhall, Escuela de Música y Drama) y Alfred Brendel. Su primer logro internacional fue el segundo premio en la World Piano Competition en Londres.[cita requerida]

## Carrera
Lewis está relacionado fuertemente con el Wigmore Hall de Londres. Ha tocado en muchos festivales y locales prestigiosos en todo el mundo y con muchos directores y orquestas notables.
Lewis actúa tocando las 32 sonatas de piano de Beethoven, en tours en los Estados Unidos y Europa, entre el 2005 y 2007, en paralelo con su registro completo del ciclo para Harmonia Mundi. Cada una de estas publicaciones de CD ha sido incluida en la Elección del Editor de la revista Gramophone y en agosto de 2008, al volumen 4 de la serie le fueron otorgados, por Gramophone, los premios a "Mejor Registro Instrumental" y "Mejor Registro del Año".
En julio y agosto de 2010 Lewis fue el primer pianista en tocar los cinco Conciertos de piano de Beethoven en una sola temporada de los BBC Proms.

## Estilo
Geoffrey Norris del Daily Telegraph dice de su estilo musical: «En el modo de tocar de Lewis hay una conexión firme entre su pensamiento profundo sobre la música y su articulación de él. Sabe y puede definir su carácter y puede conjugar sus componentes rítmicos, armónicos y melódicos. Toca a la vez con rigor intelectual y vigor imaginativo».[cita requerida]

## Discografía
- Harmonia Mundi:
  - Schubert: Piano Sonata No. 19 in C minor, D. 958, Piano Sonata No. 14 in A minor ("Grande Sonate"), D. 784 (Op. posth. 143) (2002) CD ASIN B00005QG1F
  - Schubert. Last Sonatas D.959 & D.960, (2003) CD (HMC901800) ASIN B00008O6EO
  - Liszt: Sonata in B minor (2004) CD (HMC901845) ASIN B0002I746S
  - Brahms: Piano Concerto No 1 Op. 15. Ballades Op. 10 (2016) CD (HMC902191)
  - Beethoven: Complete Piano Sonatas, Vol. 1 (2005) CD (HMC901902) ASIN B000A5B25W
  - Beethoven: Complete Piano Sonatas, Vol. 2 (2007) CD (HMC901903.05, 3 CD) ASIN B000HXDS04
  - Beethoven: Complete Piano Sonatas, Vol. 3 (2007) CD (HMC901906.08, 3 CD)
  - Beethoven: Complete Piano Sonatas, Vol.4 (2008) CD (HMC901909.11, 3 CD)
  - Beethoven: Complete Piano Concertos, BBC Symphony Orchestra/Jiri Belohlavek (2010) (3 CD)
  - Beethoven: Diabelli Variations, Op. 120 (2011) CD (HMC902071)
  - Schubert: Die Schöne Müllerin D.795, Mark Padmore - Tenor
  - Schubert: Winterreise D.911, Mark Padmore - Tenor
- Hyperion Records, with Leopold String Trio[2]:
  - Mozart: Piano Quartet in G minor; Piano Quartet in E flat (2003) ASIN B00008ZZ3E
  - Schubert: Trout Quintet
  - Schubert: PIano Duets (with Steven Osborne)